# Jean-Gaston Guillot
Jean-Gaston Guillot, francoski general, * 1882, † 1957.